# Skolan för brevbärare
Skolan för brevbärare (franska: L'école des facteurs) är en fransk kortfilm från 1947 i regi av Jacques Tati, som själv spelar huvudrollen. Den handlar om en cykelburen brevbärare som försöker dela ut sin post så snabbt som möjligt. Filmen blev en framgång och banade väg för Tatis långfilmsdebut Fest i byn från 1949, där han repriserar rollen som brevbäraren.